# Prix Goya du meilleur nouveau réalisateur

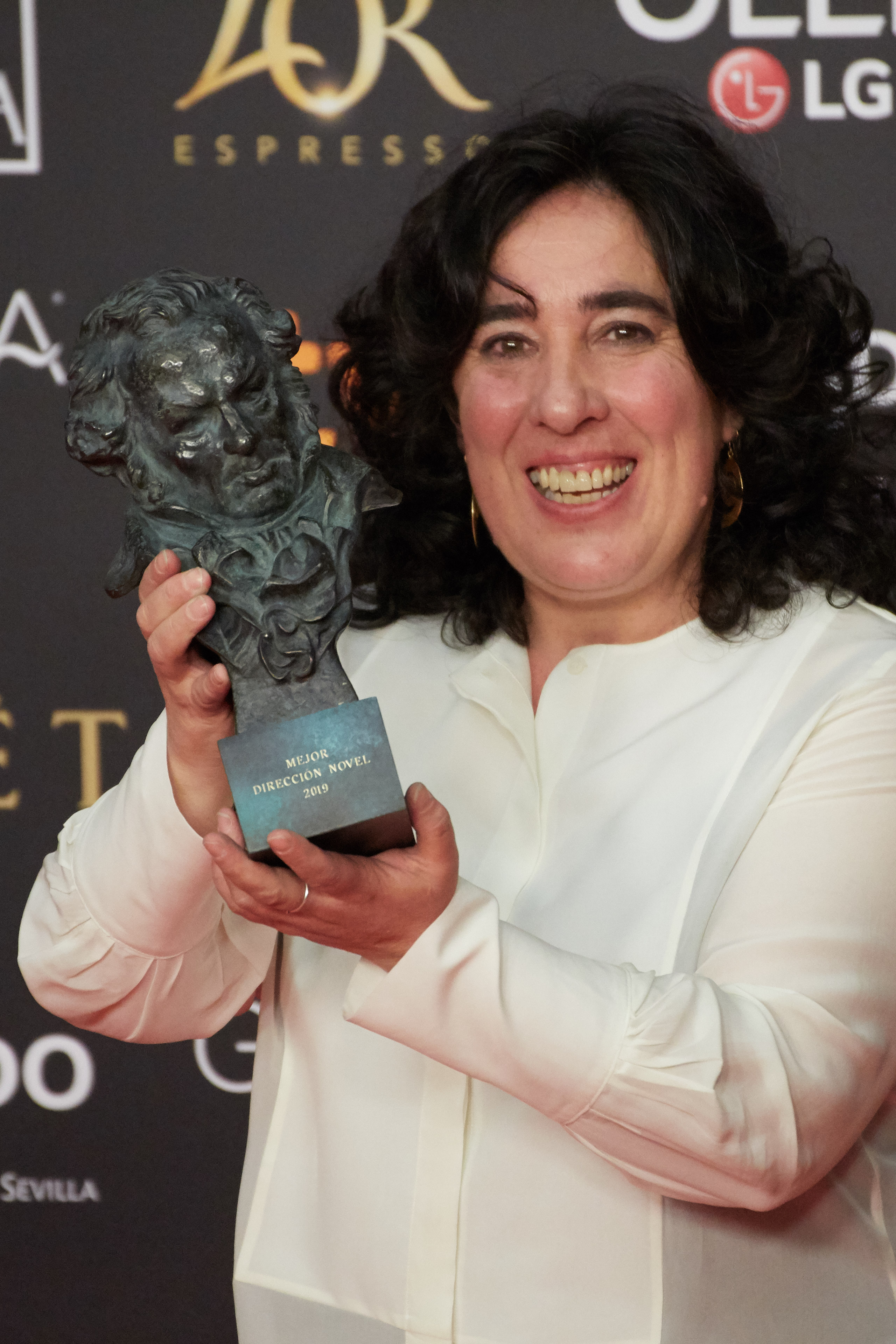
Prix Goya du meilleur nouveau réalisateur

Les prix Goya du meilleur nouveau réalisateur sont remis par l'Academia de las artes y las ciencias cinematográficas de España depuis la 4e cérémonie des Goyas.

## Lauréats

### Années 1990
- 1990 : Ana Díez pour L'Amitié à mort (Ander eta Yul)
  - Cristina Andreu pour Brumal
  - Isabel Coixet pour Demasiado viejo para morir joven
  - Xavier Villaverde pour Continental
  - Teodoro Ríos et Santiago Ríos pour Guarapo
- 1991 : Rosa Vergés pour Boom Boom
  - Paco Periñán pour Contre le vent (Contra el viento)
  - José María Carreño pour Ovejas negras
- 1992 : Juanma Bajo Ulloa pour Ailes de papillon (Alas de mariposa)
  - Ana Belén pour Cómo ser mujer y no morir en el intento
  - Manuel Gómez Pereira pour Salsa rosa
- 1993 : Julio Medem pour Vacas
  - Álex de la Iglesia pour Action mutante (Acción mutante)
  - Chus Gutiérrez pour Sublet
- 1994 : Mariano Barroso pour Mi hermano del alma
  - José Ángel Bohollo pour Ciénaga
  - Arantxa Lazcano pour Les Années obscures (Urte ilunak)
- 1995 : Santiago Aguilar et Luis Guridi pour Justino, l'assassin du troisième âge (Justino, un asesino de la tercera edad)
  - Héctor Carré pour Dame lume
  - Álvaro Fernández Armero pour Todo es mentira
- 1996 : Agustín Díaz Yanes pour Personne ne parlera de nous quand nous serons mortes (Nadie hablará de nosotras cuando hayamos muerto)
  - Manuel Huerga pour Antártida
  - Icíar Bollaín pour Coucou, tu es seule ? (Hola, ¿estás sola?)
- 1997 : Alejandro Amenábar pour Tesis
  - David Trueba pour La buena vida
  - Alfonso Albacete, Miguel Bardem et David Menkes pour Más que amor, frenesí
- 1998 : Fernando León de Aranoa pour Familia
  - Mireia Ros pour La Moños
  - David Alonso et Fernando Cámara pour Memorias del ángel caído
- 1999 : Santiago Segura pour Torrente, le bras gauche de la loi (Torrente, el brazo tonto de la ley)
  - Javier Fesser pour Le Miracle de P. Tinto (El milagro de P. Tinto)
  - Miguel Albaladejo pour Ma première nuit (La primera noche de mi vida)
  - Salvador García Ruiz pour Mensaka

### Années 2000
- 2000 : Benito Zambrano pour Solas
  - Miguel Bardem pour La mujer más fea del mundo
  - María Ripoll pour If Only... (The Man with Rain in His Shoes)
  - Mateo Gil pour Jeu de rôles (Nadie conoce a nadie)
- 2001 : Achero Mañas pour El Bola
  - Daniel Monzón pour Le Cœur du guerrier (El corazón del guerrero)
  - Cesc Gay pour Krámpack
  - Patricia Ferreira pour Sé quién eres
- 2002 : Juan Carlos Fresnadillo pour Intacto
  - Víctor García León pour Más pena que gloria
  - Carlos Molinero pour Salvajes
  - Javier Balaguer pour Sólo mía
- 2003 : Roger Gual et Julio Wallovits pour Smoking Room
  - Inés París et Daniela Fejerman pour Ma mère préfère les femmes (surtout les jeunes...) (A mi madre le gustan las mujeres)
  - Eduard Cortés pour La vida de nadie
  - Ramón Salazar pour Piedras
- 2004 : Ángeles González-Sinde pour La Chance endormie (La suerte dormida)
  - David Serrano pour Jours de foot (Días de fútbol)
  - Jaime Rosales pour Les Heures du jour (Las horas de día)
  - Pablo Berger pour Torremolinos 73
- 2005 : Pablo Malo pour Frío sol de invierno
  - Santiago Amodeo pour Astronautas
  - Vicente Peñarrocha pour Fuera del cuerpo
  - Ramón de España pour Haz conmigo lo que quieras
- 2006 : José Corbacho et Juan Cruz pour Tapas
  - Asier Altuna et Telmo Esnal pour Aupa Etxebeste!
  - Guillem Morales pour El habitante incierto
  - Santiago Tabernero pour Vie et Couleur (Vida y color)
- 2007 : Daniel Sánchez Arévalo pour Azul
  - Carlos Iglesias pour Un Franco, 14 pesetas
  - Javier Rebollo pour Ce que je sais de Lola (Lo que sé de Lola)
  - Jorge Sánchez-Cabezudo pour La Nuit des tournesols (La noche de los girasoles)
- 2008 : Juan Antonio Bayona pour L'Orphelinat (El orfanato)
  - Félix Viscarret pour Bajo las estrellas
  - Tomás Fernández pour La torre de Suso
  - Tristán Ulloa et David Ulloa pour Pudor
- 2009 : Santiago Zannou pour El truco del manco
  - Belén Macías pour El patio de mi cárcel
  - Nacho Vigalondo pour Timecrimes (Los cronocrímenes)
  - Irene Cardona pour Un novio para Yasmina

### Années 2010
- 2010 : Mar Coll pour Tres dies amb la família
  - David Planell pour La vergüenza
  - Borja Cobeaga pour Pagafantas
  - Antonio Naharro et Álvaro Pastor pour Yo, también
- 2011 : David Pinillos pour Bon appétit
  - Emilio Aragón Álvarez pour Pájaros de papel
  - Juana Macías pour Planes para mañana
  - Jonás Trueba pour Todas las canciones hablan de mí
- 2012 : Kike Maíllo pour Eva
  - Paula Ortiz pour Chrysalis (De tu ventana a la mía)
  - Paco Arango pour Maktub
  - Eduardo Chapero-Jackson pour Lost Destination (Verbo)
- 2013 : Enrique Gato pour Tad l'explorateur : À la recherche de la cité perdue (Las aventuras de Tadeo Jones)
  - Paco León pour Carmina o revienta
  - Isabel de Ocampo pour Evelyn
  - Oriol Paulo pour El cuerpo
- 2014 : Fernando Franco pour La herida
  - Neus Ballús pour La plaga
  - Jorge Dorado pour Mindscape (Anna)
  - Rodrigo Sorogoyen pour Stockholm
- 2015 : Carlos Marqués-Marcet pour 10.000 km
  - Juan Fernando Andrés et Esteban Roel pour Shrew's Nest (Musarañas)
  - Francisco Sánchez Varela pour Paco de Lucía : Légende du flamenco (Paco de Lucía: La búsqueda)
  - Beatriz Sanchís pour Todos están muertos
- 2016 : Daniel Guzmán pour A cambio de nada
  - Dani de la Torre pour Appel inconnu (El desconocido)
  - Juan Miguel del Castillo pour Techo y comida
  - Leticia Dolera pour Requisitos para ser una persona normal
- 2017 : Raúl Arévalo pour La Colère d'un homme patient (Tarde para la ira)
  - Salvador Calvo pour 1898, los últimos de Filipinas
  - Marc Crehuet pour El rei borni
  - Nely Reguera pour María (y los demás)
- 2018 : Carla Simón pour Été 93 (Estiu 1993)
  - Sergio G. Sánchez pour Le Secret des Marrowbone (El secreto de Marrowbone)
  - Javier Ambrossi et Javier Calvo pour Holy Camp! (La llamada)
  - Lino Escalera pour No sé decir adiós
- 2019 : Arantxa Echevarría pour Carmen et Lola (Carmen y Lola)
  - Andrea Jaurrieta pour Ana de día
  - César Esteban Alenda et José Esteban Alenda pour Sin fin
  - Celia Rico pour Voyage autour de la chambre d'une mère (Viaje al cuarto de una madre)

### Années 2020
- 2020 : Belén Funes pour La hija de un ladrón
  - Salvador Simó pour Buñuel après l'âge d'or (Buñuel en el laberinto de las tortugas)
  - Galder Gaztelu-Urrutia pour La Plateforme (El hoyo)
  - Aritz Moreno pour Les Avantages de voyager en train (Ventajas de viajar en tren)
- 2021 : Pilar Palomero pour Las niñas
  - David Pérez Sañudo pour Ane
  - Bernabé Rico pour El inconveniente
  - Nuria Giménez Lorang pour My Mexican Bretzel
- 2022 : Clara Roquet pour Libertad
  - Carol Rodríguez Colás pour Chavalas
  - David Martín de los Santos pour La vida era eso
  - Javier Marco pour Josefina

- 2023 : Alauda Ruiz de Azúa pour Lullaby (Cinco lobitos)
  - Carlota Pereda pour Piggy (Cerdita)
  - Elena López Riera pour El agua
  - Juan Diego Botto pour À contretemps (En los márgenes)
  - Mikel Gurrea pour Suro

- 2024 : Estibaliz Urresola Solaguren pour 20 000 espèces d'abeilles (20.000 especies de abejas)
  - Itsaso Arana pour Les filles vont bien (Las chicas están bien)
  - Álvaro Gago pour Matria
  - Alejandro Marín pour Te estoy amando locamente
  - Alejandro Rojas et Juan Sebastián Vázquez pour Border Line (La llegada)

- 2025 : Javier Macipe (es) pour La estrella azul
  - Miguel Faus (es) pour Calladita
  - Pedro Martín-Calero pour Les Maudites (El llanto)
  - Sandra Romero pour Por donde pasa el silencio (es)
  - Paz Vega pour Rita (film) (es)